# Liste der Bürgermeister der Neustadt Hildesheim
Die Liste der Bürgermeister der Neustadt Hildesheim enthält die Bürgermeister der Hildesheimer Neustadt bis zur Vereinigung mit der Altstadt im Jahr 1803. Die Bürgermeister der Neustadt sind vor 1576 nur sehr lückenhaft überliefert.
Die Bürgermeister der Altstadt befinden sich in der Liste der Bürgermeister der Altstadt Hildesheim, die Bürgermeister der vereinten Stadt ab 1803 in der Liste der Bürgermeister und Oberbürgermeister von Hildesheim und die Verwaltungschefs vor der Abschaffung der Doppelspitze in der Liste der Stadtdirektoren und Oberstadtdirektoren von Hildesheim.

## 16. Jahrhundert
- 1576–1586 Remmert Stalmann
- 1579–1581 Jürgen Jürgens
- 1583–1591 Ludolf Schünemeyer
- 1588–1592 Hans von Essen
- 1592–1597 Hans Engelke
- 1594–1598 Conrad Schrader
- 1599–1603 Lorenz Cappert

## 1600–1650
- 1600–1606 Hans Molm
- 1605–1609 Hans Hagemann
- 1608–1620 Hans Laue
- 1611–1623 Henni Jacobs
- 1622–1632 Heinrich Geisthövel
- 1625–1633 Heinrich Hannemann
- 1634–1650 Hans Mener
- 1635 Heinrich Gumbrecht
- 1637–1639 Heinrich Farlmann
- 1641–1647 Georg Lüdeken
- 1649–1651 Heinrich Hannemann

## 1650–1700
- 1650 Hans Mener, dann Anton Requart
- 1651 Heinrich Hannemann, dann Heinrich Tünnecke
- 1652–1657 Georg Lüdeken
- 1653–1661 Heinrich Tünnecke
- 1658–1664 Hans Schmidt
- 1663–1669 Heidenreich Gerhard († vor 1673)[2]
- 1666–1676 Heinrich Tünnecke
- 1671–1673 Hans Schmidt
- 1675–1681 Hans Eggers
- 1678–1680 Hans Clages
- 1682–1684 Caspar Zöpfel
- 1683 Henning Liekefett
- 1685–1687 Heino Lyra
- 1686 Christian Pramme
- 1688–1702 Heinrich Bohne
- 1689–1695 Ludolf Christian Dörrien (* um 1657 Hildesheim; † 10. Januar 1696 ebendort)[3]
- 1697–1713 Ernst Greve

## 1700–1750
- 1704–1706 Hans Müller
- 1708 Hans Peine
- 1710–1722 Melchior Diedrich Riederstadt
- 1715–1719 Johann Moritz Hetzel
- 1721–1729 im zweijährigen Wechsel Melchior Friedrich Dörrien (* ~ 2. Juni 1668 in Hildesheim)[4]
- 1724 Christoph Ulrici
- 1726–1728 Julius Heinrich Wiehen
- 1730 Joachim Daniel Flohr, vom 12. Oktober bis zum 12. Dezember Christian Lüders, dann Julius Heinrich Wiehen
- 1731 Julius Heinrich Wiehen
- 1732 Jacob Bartels
- 1733 Andreas Drumann
- 1734 Christian Lüders, dann Andreas Drumann
- 1735–1739 J. D. Flohr
- 1736–1740 Jacob Bartels
- 1741 Andreas Grothaus
- 1742 Ernst Hartung Dürre
- 1743–1757 Ludolf Bartels
- 1744–1748 Johann Nikolaus Wiehen

## 1750 bis zur Vereinigung mit der Altstadt
- 1750–1756 Christian Heinrich Rißmeyer
- 1758 Dr. Anton Ludwig Wiesenhavern
- 1759–1761 Christian Conrad Hostmann
- 1760–1768 Johann Nikolaus Puchta
- 1763–1769 Ludolf Bartels
- 1770–1776 Christian Conrad Hostmann
- 1771–1775 Franz Christian Krösse
- 1777 kurz ein Herr Wiegrebe, dann Barthold Christian Götze
- 1778–1789 Barthold Christian Götze
- 1780–1788 Johann Jacob Söhlemann
- 1790 Johann Friedrich Duderstadt
- 1791 Franz Heinrich von Peine
- 1792 Johann Jacob Söhlemann
- 1793–1799 Johann Gottfried Lindemann
- 1794 Georg Leopold Hühne
- 1795–1799 Johann Gottfried Lindemann (ununterbrochen)
- 1799 nach Lindemanns Tod Johann Friedrich Duderstadt
- 1800–1806 Ferdinand Heinrich Wagener
- 1801–1805 Georg Leopold Hühne